# Arch Allies: Live at Riverport
Arch Allies: Live at Riverport è un album dal vivo collaborativo dei gruppi musicali statunitensi Styx e REO Speedwagon, pubblicato nel 2000.

## Tracce

### Disco 1: Styx
1. Blue Collar Man (Long Nights) – 5:00 (Tommy Shaw)
2. The Grand Illusion – 5:39 (Dennis DeYoung)
3. Fooling Yourself (The Angry Young Man) – 6:18 (Tommy Shaw)
4. Lady – 4:47 (Dennis DeYoung)
5. Brave New World – 5:43 (Tommy Shaw, James "J.Y." Young)
6. Edge of the Century – 5:10 (Glen Burtnik, Bob Burger)
7. Heavy Water – 5:50 (James Young, Tommy Shaw)
8. Too Much Time on My Hands – 5:23 (Tommy Shaw)
9. Renegade – 7:24 (Tommy Shaw)

### Disco 2: REO Speedwagon
1. Don't Let Him Go – 4:30 (Kevin Cronin)
2. Music Man – 3:20 (Kevin Cronin)
3. Take It on the Run – 4:18 (Gary Richrath)
4. Can't Fight This Feeling – 5:26 (Kevin Cronin)
5. Time for Me to Fly – 3:33 (Kevin Cronin)
6. Back on the Road Again – 7:09 (Bruce Hall)
7. Keep on Loving You – 3:26 (Kevin Cronin)
8. Roll with the Changes – 6:18 (Kevin Cronin)
9. Ridin' the Storm Out – 5:11 (Gary Richrath)
10. 157 Riverside Avenue – 7:39 (Gary Richrath, Alan Gratzer, Terry Luttrell, Gregg Philbin, Neal Doughty)

## Formazione
Styx
- Tommy Shaw - chitarra, voce
- Lawrence Gowan - tastiera, voce
- James "J.Y." Young - chitarra, voce
- Glen Burtnik - basso, chitarra, voce
- Chuck Panozzo - basso
- Todd Sucherman - batteria

REO Speedwagon
- Kevin Cronin - voce, chitarra, piano
- Dave Amato - chitarra, cori
- Bruce Hall - basso, voce, cori
- Neal Doughty - tastiera
- Bryan Hitt - batteria